# Bolgár labdarúgó-bajnokság (első osztály)
A bolgár labdarúgó-bajnokság első osztálya (bolgárul: „А” Професионална футболна група, magyar átírásban: „A” Profeszionalna futbolna grupa, vagy röviden: A PFG a legmagasabb szintű labdarúgó-bajnokság Bulgáriában. A pontvadászatot a Bolgár labdarúgó-szövetség írja ki és bonyolítja le.
Az eddig lebonyolított 86 szezon legsikeresebb csapata a CSZKA Szofija, mely eddig 31 alkalommal hódította el a bajnoki címet.

## Rendszere
A bajnokság hagyományos őszi–tavaszi rendszerű, a bajnoki mérkőzéseket körmérkőzéses, oda-visszavágós rendszerben játsszák. Minden csapat minden csapattal kétszer mérkőzik meg: egyszer hazai pályán, egyszer vendégként. A bajnokságban jelenleg 16 csapat vesz részt, az utolsó három helyen végzett csapat a bolgár másodosztályba esik ki.
A bajnokcsapat az Bajnokok Ligájában, a kupagyőztes, a bajnoki ezüst- és bronzérmes pedig az Európa-ligában jogosult indulni. Amennyiben a bolgárkupa-döntő vesztese nem az első három hely valamelyikén végez, illetve a bolgárkupa-győztes egyben a bajnoki címet is elhódítja, úgy a kupadöntőt elvesztő csapat szintúgy az Európa-ligában indulhat.

## A 2017–2018-as szezon csapatai
| Csapat              | Székhely      | Stadion                   | 2016–2017   |
| ------------------- | ------------- | ------------------------- | ----------- |
| Beroe Sztara Zagora | Sztara Zagora | Beroe Stadion             | 8.          |
| Botev Plovdiv       | Plovdiv       | Hriszto Botev Stadion     | 7.          |
| Cserno More Varna   | Várna         | Ticsa Stadion             | 4.          |
| CSZKA Szofija       | Szófia        | Blgarszka Armija Stadion  | 3.          |
| Dunav Rusze         | Rusze         | Gradszki Stadion          | 6.          |
| Etar                | Veliko Trnovo | Ivajlo Stadion            | 1. (II. o.) |
| Levszki Szofija     | Szófia        | Georgi Aszparuhov Stadion | 2.          |
| Lokomotiv Plovdiv   | Plovdiv       | Lokomotiv Stadion         | 5.          |
| Ludogorec Razgrad   | Razgrad       | Ludogorec Aréna           | 1.          |
| Pirin Blagoevgrad   | Blagoevgrad   | Hriszto Botev Stadion     | 9.          |
| Szeptemvri Szofija  | Szófia        | Ovcsa Kupel               | 2. (II. o.) |
| Szlavija Szofija    | Szófia        | Ovcsa Kupel               | 11.         |
| Vereja              | Sztara Zagora | Trejsz Aréna              | 10.         |
| Vitosa Bisztrica    | Bisztrica     | Bisztrica Stadion         | 3. (II. o.) |

## Bajnokcsapatok
| - 1924 — a bajnokság nem fejeződött be. - 1925 — Vladiszlav Varna - 1926 — Vladiszlav Varna - 1927 — a bajnokság félbeszakadt - 1928 — Szlavija Szofija - 1929 — Botev Plovdiv - 1930 — Szlavija Szofija - 1931 — ASZ-23 - 1932 — Sipcsenski Szokol - 1933 — Levszki Szofija - 1934 — Vladiszlav Varna - 1935 — Sportklub Szofija - 1936 — Szlavija Szofija - 1937 — Levszki Szofija - 1938 — Ticsa Varna - 1939 — Szlavija Szofija - 1940 — ZSSZK Szofija - 1941 — Szlavija Szofija - 1942 — Levszki Szofija - 1943 — Szlavija Szofija - 1944 — a bajnokság nem fejeződött be. - 1945 — Lokomotiv Szofija - 1946 — Levszki Szofija - 1947 — Levszki Szofija - 1948 — Szeptemvri pri CDV - 1949 — Levszki Szofija - 1950 — Levszki Szofija - 1951 — CDNA Szofija - 1952 — CDNA Szofija - 1953 — Dinamo Szofija - 1954 — CDNA Szofija - 1955 — CDNA Szofija - 1956 — CDNA Szofija - 1957 — CDNA Szofija - 1958 — CDNA Szofija - 1959 — CDNA Szofija | - 1960 — CDNA Szofija - 1961 — CDNA Szofija - 1962 — CDNA Szofija - 1963 — Szpartak Plovdiv - 1964 — Lokomotiv Szofija - 1965 — Levszki Szofija - 1966 — CSZKA Szofija - 1967 — Botev Plovdiv - 1968 — Levszki Szofija - 1969 — CSZKA Szofija - 1970 — Levszki-Szpartak - 1971 — CSZKA Szofija - 1972 — CSZKA Szofija - 1973 — CSZKA Szofija - 1974 — Levszki-Szpartak - 1975 — CSZKA Szofija - 1976 — CSZKA Szofija - 1977 — Levszki-Szpartak - 1978 — Lokomotiv Szofija - 1979 — Levszki-Szpartak - 1980 — CSZKA Szofija - 1981 — CSZKA Szofija - 1982 — CSZKA Szofija - 1983 — CSZKA Szofija - 1984 — Levszki-Szpartak - 1985 — Levszki-Szpartak - 1986 — Beroe Sztara Zagora - 1987 — CFKA „Szredec” - 1988 — Vitosa - 1989 — CFKA "Sredets" - 1990 — CSZKA Szofija - 1991 — Etar Veliko Tarnovo - 1992 — CSZKA Szofija - 1993 — Levszki Szofija - 1994 — Levszki Szofija - 1995 — Levszki Szofija | - 1996 — Szlavija Szofija - 1997 — CSZKA Szofija - 1998 — Liteksz Lovecs - 1999 — Liteksz Lovecs - 2000 — Levszki Szofija - 2001 — Levszki Szofija - 2002 — Levszki Szofija - 2003 — CSZKA Szofija - 2004 — Lokomotiv Plovdiv - 2005 — CSZKA Szofija - 2006 — Levszki Szofija - 2007 — Levszki Szofija - 2008 — CSZKA Szofija - 2009 — Levszki Szofija - 2010 — Liteksz Lovecs - 2011 — Liteksz Lovecs - 2012 — Ludogorec Razgrad - 2013 — Ludogorec Razgrad - 2014 — Ludogorec Razgrad - 2015 — Ludogorec Razgrad - 2016 — Ludogorec Razgrad - 2017 — Ludogorec Razgrad - 2018 — Ludogorec Razgrad - 2019 — Ludogorec Razgrad - 2020 — Ludogorec Razgrad - 2021 — Ludogorec Razgrad - 2022 — Ludogorec Razgrad - 2023 — Ludogorec Razgrad - 2024 — Ludogorec Razgrad - 2025— Ludogorec Razgrad |

### Bajnoki címek csapatonként
- CSZKA Szofija: 31
  - 1948, 1951, 1952, 1954, 1955, 1956, 1957, 1958, 1959, 1960, 1961, 1962, 1966, 1969, 1971, 1972, 1973, 1975, 1976, 1980, 1981,1982, 1983, 1987, 1989, 1990, 1992, 1997, 2003, 2005, 2008
- Levszki Szofija: 26
  - 1933, 1937, 1942, 1946, 1947, 1949, 1950, 1953, 1965, 1968, 1970, 1974, 1977, 1979, 1984, 1985, 1988, 1993, 1994, 1995, 2000, 2001, 2002, 2006, 2007, 2009
- Ludogorec Razgrad: 14
  - 2012, 2013, 2014, 2015, 2016, 2017, 2018, 2019, 2020, 2021, 2022, 2023, 2024, 2025
- Szlavija Szofija: 7
  - 1928, 1930, 1936, 1939, 1941, 1943, 1996
- Lokomotiv Szofija: 4
  - 1940, 1945, 1964, 1978
- Cserno More Varna: 4
  - 1925, 1926, 1934, 1938
- Liteksz Lovecs: 4
  - 1998, 1999, 2010, 2011
- Botev Plovdiv: 2
  - 1929, 1967
- ASZ-23: 1
  - 1931
- Sipcsenski Szokol: 1
  - 1932
- Szportklub Szofija: 1
  - 1935
- Szpartak Plovdiv: 1
  - 1963
- Beroe Sztara Zagora: 1
  - 1986
- Etar Veliko Tarnovo: 1
  - 1991
- Lokomotiv Plovdiv: 1
  - 2004

### Bajnoki címek városonként
| Város          | Címek | Bajnokcsapatok |
| -------------- | ----- | --- |
| Szófia         | 70    | CSZKA Szofija (31), Levszki Szofija (26), Szlavija Szofija (7), Lokomotiv Szofija (4), ASZ-23 (1), Szportklub Szofija (1) |
| Razgrad        | 14    | Ludogorec Razgrad (14) |
| Várna          | 5     | Cserno More Varna (4), Szpartak Varna (1)                                                                                 |
| Plovdiv        | 4     | Botev Plovdiv (2), Lokomotiv Plovdiv (1), Szpartak Plovdiv (1)                                                            |
| Lovecs         | 4     | Liteksz Lovecs (4) |
| Sztara Zagora  | 1     | Beroe Sztara Zagora (1)                                                                                                   |
| Veliko Tarnovo | 1     | Etar Veliko Tarnovo (1)                                                                                                   |

## Gólkirályok
| Év   | Játékos(ok)                            | Csapat(ok)                                 | Gólok |
| ---- | -------------------------------------- | ------------------------------------------ | ----- |
| 1938 | Krum Milev                             | Szlavija Szofija                           | 12    |
| 1939 | Georgi Pacsedzsiev                     | ASZ-23                                     | 14    |
| 1940 | Janko Sztojanov Dimitar Nikolaev       | Levszki Szofija FK`13                      | 14    |
| 1949 | Dimitar Milanov Nedko Nedev            | CSZKA Szofija Cserno More Varna            | 11    |
| 1950 | Ljubomir Hranov                        | Levszki Szofija                            | 13    |
| 1951 | Dimitar Milanov                        | CSZKA Szofija                              | 14    |
| 1952 | Dimitar Iszakov Dobromir Taskov        | Szlavija Szofija Szpartak Szofija          | 10    |
| 1953 | Dimitar Mincsev                        | Szpartak Pleven; VVS Szofija               | 15    |
| 1954 | Dobromir Taskov                        | Szlavija Szofija                           | 25    |
| 1955 | Todor Diev                             | Szpartak Plovdiv                           | 13    |
| 1956 | Pavel Vladimirov                       | Minyor Pernik                              | 16    |
| 1957 | Hriszto Iliev Dimitar Milanov          | Levszki Szofija CSZKA Szofija              | 14    |
| 1958 | Dobromir Taskov Georgi Arnaudov        | Szlavija Szofija Szpartak Varna            | 9     |
| 1959 | Alekszandar Vaszilev                   | Szlavija Szofija                           | 13    |
| 1960 | Dimitar Jordanov Ljuben Kosztov        | Levszki Szofija Szpartak Varna             | 12    |
| 1961 | Ivan Szotirov                          | Botev Plovdiv                              | 20    |
| 1962 | Nikola Jordanov Todor Diev             | Dunav Rusze Szpartak Plovdiv               | 23    |
| 1963 | Todor Diev                             | Szpartak Plovdiv                           | 26    |
| 1964 | Nikola Canev                           | CSZKA Szofija                              | 26    |
| 1965 | Georgi Aszparuhov                      | Levszki Szofija                            | 27    |
| 1966 | Trajcso Szpaszov                       | Marek Dupnica                              | 21    |
| 1967 | Petar Zsekov                           | Beroe Sztara Zagora                        | 21    |
| 1968 | Petar Zsekov                           | Beroe Sztara Zagora                        | 31    |
| 1969 | Petar Zsekov                           | CSZKA Szofija                              | 36    |
| 1970 | Petar Zsekov                           | CSZKA Szofija                              | 31    |
| 1971 | Dimitar Jakimov                        | CSZKA Szofija                              | 26    |
| 1972 | Petar Zsekov                           | CSZKA Szofija                              | 27    |
| 1973 | Petar Zsekov                           | CSZKA Szofija                              | 29    |
| 1974 | Petko Petkov Kiril Milanov             | Beroe Sztara Zagora Levszki Szofija        | 19    |
| 1975 | Ivan Pritargov                         | Trakija Plovdiv                            | 20    |
| 1976 | Petko Petkov Pavel Panov               | Beroe Sztara Zagora Levszki Szofija        | 18    |
| 1977 | Pavel Panov                            | Levszki Szofija                            | 20    |
| 1978 | Sztojcso Mladenov                      | Beroe Sztara Zagora                        | 21    |
| 1979 | Ruszi Gocsev                           | Csernomorec Burgasz és Levszki Szofija     | 19    |
| 1980 | Szpasz Dzsevizov                       | CSZKA Szofija                              | 23    |
| 1981 | Georgi Szlavkov                        | Botev Plovdiv                              | 31    |
| 1982 | Mihail Valcsev                         | Levszki Szofija                            | 24    |
| 1983 | Antim Pehlivanov                       | Botev Plovdiv                              | 20    |
| 1984 | Eduard Eranoszjan Emil Szpaszov        | Lokomotiv Plovdiv Levszki Szofija          | 19    |
| 1985 | Plamen Getov                           | Szpartak Pleven                            | 26    |
| 1986 | Atanasz Paszev                         | Botev Plovdiv                              | 30    |
| 1987 | Naszko Szirakov                        | Levszki Szofija                            | 36    |
| 1988 | Naszko Szirakov                        | Levszki Szofija                            | 28    |
| 1989 | Hriszto Sztoicskov                     | CSZKA Szofija                              | 23    |
| 1990 | Hriszto Sztoicskov                     | CSZKA Szofija                              | 38    |
| 1991 | Ivajlo Jordanov Petar Mihtarszki       | Lokomotiv Gorna Orjahovica Levszki Szofija | 20    |
| 1992 | Naszko Szirakov                        | Levszki Szofija                            | 26    |
| 1993 | Plamen Getov                           | Levszki Szofija                            | 26    |
| 1994 | Naszko Szirakov                        | Levszki Szofija                            | 30    |
| 1995 | Petar Mihtarszki                       | CSZKA Szofija                              | 24    |
| 1996 | Ivo Georgiev                           | Szpartak Varna                             | 21    |
| 1997 | Todor Pramatarov                       | Szlavija Szofija                           | 26    |
| 1998 | Anton Spasov Bontcso Guentcsev         | Nafteksz Burgasz CSZKA Szofija             | 17    |
| 1999 | Dimcso Beljakov                        | Liteksz Lovecs                             | 21    |
| 2000 | Mihail Mihajlov                        | Velbazsd Kjusztendil                       | 20    |
| 2001 | Georgi Ivanov Hriszto Jovov            | Levszki Szofija Liteksz Lovecs             | 19    |
| 2002 | Vladimir Mancsev                       | CSZKA Szofija                              | 21    |
| 2003 | Georgi Csilikov                        | Levszki Szofija                            | 23    |
| 2004 | Martin Kamburov                        | Lokomotiv Plovdiv                          | 26    |
| 2005 | Martin Kamburov                        | Lokomotiv Plovdiv                          | 27    |
| 2006 | Milivoje Novakovič Jose Emilio Furtado | Liteksz Lovecs Vihren és CSZKA Szofija     | 16    |
| 2007 | Cvetan Genkov                          | Lokomotiv Szofija                          | 27    |
| 2008 | Georgi Hrisztov                        | Botev Plovdiv                              | 19    |
| 2009 | Martin Kamburov                        | Lokomotiv Szofija                          | 17    |
| 2010 | Wilfried Niflore                       | Liteksz Lovecs                             | 19    |
| 2011 | Garra Dembele                          | Levszki Szofija                            | 26    |
| 2012 | Ivan Stoyanov Júnior Moraes            | Ludogorec Razgrad és CSZKA Szofija         | 16    |
| 2013 | Basile de Carvalho                     | Levszki Szofija                            | 19    |
| 2014 | Wilmar Jordán Gil                      | Liteksz Lovecs                             | 20    |
| 2015 | Añete                                  | Levszki Szofija                            | 14    |
| 2016 | Martin Kamburov                        | Lokomotiv Plovdiv                          | 18    |
| 2017 | Claudiu Keșerü                         | Ludogorec Razgrad                          | 22    |
| 2018 | Claudiu Keșerü                         | Ludogorec Razgrad                          | 26    |
| 2019 | Sztaniszlav Kosztov                    | Levszki Szofija                            | 24    |
| 2020 | Martin Kamburov                        | Beroe                                      | 18    |
| 2021 | Claudiu Keșerü                         | Ludogorec Razgrad                          | 18    |
| 2022 | Piérosz Szotiríu                       | Ludogorec Razgrad                          | 17    |
| 2023 | Ivajlo Csocsev                         | CSZKA 1948                                 | 21    |

## Külső hivatkozások
- Az „A” PFG hivatalos oldala (bolgárul)
- A bolgár bajnokcsapatok listája az rsssf.com-on (angolul)